# Плотниково (Каменський район)
Пло́тниково (рос. Плотниково) — село у складі Каменського району Алтайського краю, Росія. Входить до складу Плотниковської сільської ради.

## Населення
Населення — 82 особи (2010; 168 у 2002).
Національний склад (станом на 2002 рік):
- росіяни — 90 %